# Ботаничка башта у Паризу
Ботаничка башта у Паризу (француски Jardin des plantes), такође позната као Ботаничка башта Париза, да се разликује од других башти у другим градовима, главна је ботаничка башта у Француској. Термин Jardin des plantes је званични назив у данашње време, али је то у ствари елиптични облик Jardin royal des plantes médicinales („Краљевски врт лековитог биља“), који је повезан са првобитном наменом врта у 17. веку.
Седиште је Националног природњачког музеја и налази се у 5. арондисману Париза, на левој обали реке Сене, а простире се на 28 хектара (280.000 м²). Од 24. марта 1993. цела башта и њене зграде, архиве, библиотеке, стакленици, менажерија (зоолошки врт), уметничка дела и збирка примерака класификовани су као национално историјско обележје у Француској (као историјски споменик).

## План баште
Терен ботаничке баште обухвата и четири зграде у којима се налазе изложени примерци. Ове зграде се званично сматрају музејима према француском закону (означене су као musée de France), а Француски природњачки музеј их назива галеријама:
- grande galerie de l'Évolution („Галерија еволуције“) је свечано отворена 1889. као galerie de Zoologie („Галерија зоологије“). Године 1994. галерија је преименована у садашње име, а њени изложени примерци су потпуно реорганизовани тако да је посетилац оријентисан заједничком нити еволуције као главним предметом који галерија третира.
- galerie de Minéralogie et de Géologie („Галерија минералогије и геологије“), минералошки музеј, изграђена је 1833. године, а свечано отворена 1837.
- galerie de Paléontologie et d'Anatomie comparée („Галерија палеонтологије и упоредне анатомије“), обухвата музеј упоредне анатомије у приземљу и музеј палеонтологије на првом и другом спрату. Зграда је свечано отворена 1898. године.
- galerie de Botanique („Галерија ботанике“), отворена 1935. захваљујући средствима Рокфелер фондације, садржи лабораторије за ботанику и Национални хербаријум Француског музеја (највећи на свету, са колекцијом од скоро 8 милиона узорака биљкака). У згради се налази и мала стална изложба о ботаници.[тражи се извор][тражи се извор]

Поред вртова и галерија, ту је и мали зоолошки врт, Ménagerie du Jardin des plantes, који је 1795. године основао Бернарден де Сен-Пјер од животиња из краљевске менажерије Версаја, која је растурена током француске револуције.
Ботаничка башта одржава и ботаничку школу, која обучава ботаничаре, гради демонстрационе баште и размењује семена ради одржавања биотичке разноврсности. Око 4.500 биљака је распоређено према породицама биљака на парцели од једног хектара (10.000 м²). Три хектара посвећено је хортикултурним изложбама украсног биља. Алпска башта има 3.000 врста које су заступљене широм света. Специјализоване зграде, као што је велика зимска башта у стилу Ар деко, и мексички и аустралијски стакленици, приказују регионалне биљке које нису пореклом из Француске. Ружичњак, створен 1990. године, има стотине врста ружа и ружиних стабала.

## Историја

### Краљевска башта лековитог биља
Врт је формално основан 1635. године као Краљевски врт лековитог биља едиктом краља Луја XIII. Врт је стављен под власт краљевог лекара, Ги де ла Броса. У њему је радила група „демонстратора“, који су посетиоцима, посебно будућим лекарима и фармацеутима, држали предавања о ботаници, хемији и геологији, илустрована баштенским збиркама. 
Године 1673, под Лујем XIV, и његовим новим краљевским лекаром и директором баште, Ги-Кресентом Фагоном, пранећаком Ги де ла Броса, врт је добио нови амфитеатар, где су се одржавале дисекције и други медицински курсеви. Предавачи су били прослављени лекар и анатом Клод Перо, који је био подједнако познат и као архитекта; пројектовао је фасаду палате Лувр.
Почетком 18. века, замак је добио додатни спрат за смештај збирки краљевске ботаничарске колекције лековитих биљака. Овај део је постепено претваран у галерије за приказ краљевске колекције минерала. Истовремено, проширени су пластеници на западу и југу, како би се одржале биљке које су у Француску донеле бројне научне експедиције широм света. Нове биљке су проучаване, сушене и каталогизоване. Група уметника је направила хербаријуме, књиге са детаљним илустрацијама сваке нове биљке, а биљке из колекције су пажљиво проучаване ради њихове могуће медицинске или кулинарске употребе.  Један пример је била група биљака кафе донета са Јаве у Париз, које је узгојио и проучавао Антоан де Жузје за њихову могућу медицинску и комерцијалну употребу. Његове студије су довеле до стварања плантажа кафе у француским колонијама Северне Америке. 

### Буфонов период (1739—1788)
- Статуа Жорж-Луј Леклерк де Буфона у башти
- Жусјеова софора, коју је Буфон засадио у башти 1747.

Најславнији шеф врта био је Жорж-Луј Леклерк де Буфон, који је био његов управник од 1739. до своје смрти 1788. године. Док је био директор баште, такође је поседовао и водио велику и успешну железару и ливницу у Бургундији, али је живео у башти, у кући која сада носи његово име. Буфон је био одговоран за удвостручење величине врта, ширећи се до обале Сене. У главној згради проширио је Кабинет природне историје и додао нову галерију на југу. Такође је у научну заједницу баште довео тим значајних ботаничара и природњака, укључујући Жана Батиста Ламарка, аутора једне од најранијих теорија еволуције. 
Под покровитељством Буфона, истраживачи и ботаничари су послати у различите крајеве света да сакупљају примерке за башту и музеј. Мишел Адансон је послат у Сенегал, а Жан-Франсоа де Лаперуз на острва Пацифика. Вратили су се са бродовима натовареним примерцима, који су пажљиво проучавани и класификовани. Ово истраживање изазвало је сукоб између научника Краљевских вртова и професора Сорбоне око питања еволуције. Научници, предвођени Буфоном и његовим следбеницима, тврдили су да су природне врсте постепено еволуирале, док су теолози Сорбоне инсистирали да је природа била управо онаква каква је била у време стварања. Пошто су научници имали подршку Краљевског двора, могли су да наставе студије и објаве свој рад. 

### Француска револуција и 19. век - Менажерија
- Ботаничка башта и менажерија 1842. године
- Гужва испред Палате са мајмунима (око 1900.)
- Слоница Рејчел (око 1905)

Дана 7. јуна 1793. године, у току Француске револуције, нова влада, Национални конвент, наредила је потпуну трансформацију бивших краљевских институција. Створили су нови Музеј уметности и технике, трансформисали Лувр из краљевске резиденције у музеј уметности и спојили Краљевски врт биљака и Кабинет природних наука у једну организацију: Природњачки музеј. Музеј је такође добио низ важних колекција које су припадале припадницима аристократије, као што је позната група воштаних модела који илуструју анатомију коју је креирао Андре Пинсон. 
Музеј и баште су такође имали користи од експедиције 1798. коју је покренуо Наполеон Бонапарта у Египат; војну силу пратило је сто педесет четири ботаничара, астронома, археолога, хемичара, уметника и других научника, укључујући Гаспара Монжа, Жозефа Фуријеа и Клода Луја Бертолеа. Цртежи и слике њихових налаза налазе се у збиркама Природњачког музеја. 
Данас се у фонду налази 6.963 примерака хербаријумске колекције Жозефа Турнефора, поклоњених након његове смрти. 
Главни додатак врту крајем 18. века била је Менажерија. Предложио ју је 1792. Бернардин де Сен Пјер, интендант вртова, великим делом за спас животиња из краљевске менажерије у Версајској палати, које су углавном биле напуштене током револуције. Војвода од Орлеана је имао сличан приватни зоолошки врт, такође напуштен. Истовремено, влада Конвента наредила је да се заплене све животиње које су разни циркуси у Паризу изложили на јавно излагање. Године 1795. влада је купила Hôtel de Magné, велико имање француског племића поред вртова, и поставила велике кавезе у којима су биле смештене животиње у Версају. Менажерија је прошла кроз веома тежак рани период, када је већина животиња умрла, пре него што је Наполеон добио довољно средстава и погодније структуре. Постао је дом животиња које су донете у Француску у научним експедицијама почетком 19. века, укључујући и чувену жирафу коју је краљу Шарлу X поклонио султан од Каира 1827. 
Дана 25. августа 1944. године, савезничке америчке трупе биле су овде стациониране ноћ после ослобођења Париза од нацистичке Немачке. 

### Крај 19. - 20. век – допуне и експерименти
Током 19. и почетком 20. века, примарна мисија вртова и музеја била је истраживање. Радећи у тамошњим лабораторијама, хемичар Ежен Шеврел је први изоловао масне киселине и холестерол и проучавао хемију биљних боја. Физиолог Клод Бернар проучавао је функције гликогена у јетри. Године 1896, физичар Анри Бекерел, радећи у лабораторији у музеју, открио је радиоактивност. Умотао је соли уранијума заједно са неекспонираном фотографском плочом умотаном у црну тканину, да спречи сунчеву светлост. Када их је одмотао, фотографска плоча је променила боју од излагања зрачењу. За своје откриће добио је Нобелову награду 1903. 
Галерија палеонтологије и упоредне анатомије отворена је 1898. године, заменивши структуре изграђене између 1795. и 1807. године, да би садржала и приказала хиљаде скелета које је музеј сакупио. Проширене су и зграде менажерије, изградњом огромне Куће за птице, архитекте Жила Андреа, висине 12 метара, дужине 37 метара и ширине 25 метара. 
Изглед вртова се мења крајем 19. и почетком 20. века изградњом нових зграда. Године 1877, започета је галерија зоологије, знаменита зграда која гледа на формалну башту, коју је дизајнирао Жил Андре. Изграђена је да садржи огромне зоолошке збирке музеја; централна сала је обележје гвоздене конструкције, упоредиво са Великом палатом и Музејом Орсе. Свечано је отворена 1888. године, али је након тога претрпела дуго недовољно одржавање. Затворена је 1965. године. Осамдесетих година 20. века пронађен је нови дом за гигантске колекције музеја. Зоотека је изграђена између 1980. и 1986. испред Галерије зоологије. Доступна је само истраживачима и садржи тридесет милиона примерака инсеката, петсто хиљада риба и гмизаваца, сто педесет хиљада птица и седам хиљада других животиња. Зграда изнад је подвргнута великом реновирању од 1991. до 1994. године, како би се сместила ажурирана Велика галерија еволуције. 

## Национални природњачки музеј
Национални природњачки музеј назван је „Лувр природних наука“. Смештен је у пет зграда распоређених дуж формалне баште; Галерија еволуције; Минералошко-геолошка галерија; Ботаничка галерија; Галерија палеонтологије и упоредне анатомије; и Лабораторија за ентомологију. 

### Велика галерија еволуције
- Велика галерија еволуције
- Парада врста у Великој галерији еволуције
- Реконституција птице додо у одељку о угроженим и несталим врстама

Велику галерију еволуције дизајнирао је Жил Андре који је постао архитекта музеја 1867. године, а његова дела се налазе широм Ботаничке баште. Отворена је током Светске изложбе у Паризу 1889. године, иако није завршена како је планирано. Главна фасада, окренута према двема главним алејама формалне баште, окружена је двема кулама са фењерима. Низ медаљона између удубљења на главној фасади са погледом на башту одаје почаст десеторици истакнутих научника који су радили у Музеју, заједно са алегоријском статуом жене која држи отворену књигу знања. 
Док је екстеријер у стилу архитектуре лепих уметности, унутрашња гвоздена конструкција је била потпуно модерна, савремена у складу са Великом палатом и новом железничком станицом Gare d'Orsay (сада Музеј Орсе). Обухвата правоугаону халу дужине 55 метара, ширине 25 метара и висине 15 метара, са стакленим кровом од хиљаду квадратних метара подупртим низовима витких гвоздених стубова. Структура је дотрајала и морала је бити затворена 1965. године, а затим је подвргнута опсежној рестаурацији између 1991. и 1995. Сада представља, кроз очуване животиње и медијске приказе, еволуцију врста. Посебну пажњу посвећује врстама које су нестале или су угрожене. Збирка очуваних животиња укључује носорога које је у Француску у 18. веку донео Луј XV.

### Галерија минералогије и геологије
- Галерија минералогије и геологије

Испред Галерије минералогије и геологије стоји једно од стабала краљевске баште, дрво софора које је засадио Бернар де Жусје 1747. године. Галерију је између 1833. и 1837. године изградио Шарл Рохо де Флери у неокласичном стилу, са троугластим фронтонима и стубовима. Унутрашња колекција укључује око шест стотина хиљада примерака камења и фосила. Међу значајним експонатима је и окамењено дебло чемпреса из терцијарне геолошке ере, откривено у региону Есон у Француској 1986. 

### Галерија ботанике
- Галерија ботанике
- Парче џиновског дрвета секвоје, старог 2200 година, које је природно пало 1917.
- Примерак "Nepenthes mirabilis" из хербаријума

Испред Галерије ботанике налази се најстарије дрво у Паризу, „Robinier Faux Acacia“ донето у Француску из Америке 1601. године. Галерија је изграђена 1930-35. године уз помоћ Рокфелерове фондације. У галерији се чува национални хербаријум - примерци свих познатих биљних врста, са 7,5 милиона заступљених биљака. Галерија у приземљу служи за привремене изложбе. 

### Галерија палеонтологије и упоредне анатомије
- Галерија палеонтологије и упоредне анатомије
- Скелет јужног мамута у Галерији палеонтологије и упоредне анатомије
- Скелет дипротодона

Ова галерија се налази поред баште перуника, која садржи 260 врста перуника. Зграду је између 1894. и 1897. године изградио Фердинанд Дитер, специјалиста за металну архитектуру, чија је најпознатија зграда била Галерија машина на изложби у Паризу 1889. године. Галерија је проширена 1961. године доградњом дела од цигле архитекте Анрија Делажа. Унутрашњост је украшена гвозденим степеништем налик чипки и детаљима. Приказује велику колекцију фосилизованих скелета диносауруса и других великих кичмењака. 

## Баште

### Формална башта
- Платан који је засадио Буфон 1785.
- Формалне баште
- Дрво јапанске трешње у башти

Башта се простире на површини од двадесет четири хектара. Граничи се са реком Сеном на истоку, на западу са Rue Geofroy-Saint-Hilaire, на југу са Rue Buffon, а на северу са Rue Cuvier; све улице су назване по француским научницима чија су истраживања спроведена у склопу баште и њених музеја.
Главни улаз је на истоку, дуж Сене, на тргу Валубер, који сеже до Велике галерије. У стилу је француског парка и простире се на петсто метара између два геометријски подрезана реда стабала платана. Његове правоугаоне гредице садрже преко хиљаду биљака. Овај део баште са леве стране омеђује низ галерија, а са десне Ботаничка школа, алпска башта и стакленици. 
На два краја формалне баште налазе се статуе две важне личности у историји баште, ботаничара Жан-Батист Ламарка и природњака Буфона. Ту се налази Esplanade Mine Edwards, испод којег се налази Зоотека, масивно подземно складиште за музејске колекције. Није отворено за јавност. 

### Стакленици
- Стакленик који је изградио (1834–36) Шарл Рохо де Флери, рани пример француске архитектуре од стакла и метала
- Арт деко улаз у стакленик "Jardin des Plantes" (1937)
- Стаза у унутрашњости стакленика
- Ентеријер стакленика

Четири велика стакленика постављена су у низу са десне стране Галерије еволуције. Они су заменили најраније стакленике, изграђене на истом месту почетком 18. века, за смештај биљака које су у Француску донели из подручја тропске климе француски истраживачи и природњаци. Мексички стакленик, у којем се налазе сукуленти, одвојен је алејом од аустралијског стакленика у којем се налазе биљке из те земље. Саградио их је између 1834. и 1836. године архитекта Рохо де Флери. Сваки од два пластеника је величине 20 x 12 метара. Њихова конструкција од гвожђа и стакла била је револуционарна за Париз, претходећи петнаест година сличним павиљонима које је изградио Виктор Балтар за париске пијаце Ле Хала.  
Већу структуру, "Jardin d'hiver" (Зимска башта), која се простире на 750 квадратних метара, дизајнирао је Рене Берже и завршио је 1937. Систем грејања одржава унутрашњу температуру на 22 степена Целзијуса током целе године, стварајући погодно окружење за банане, палме, џиновски бамбус и друге тропске биљке. Његова централна карактеристика, дизајнирана да створи природније окружење, је водопад висок петнаест метара. 

### Алпска башта
- Алпска башта
- Ramondia pyrenaica, са Пиринеја
- Део алпског врта

Алпска башта настала је 1931. године и виша је око три метра од осталих делова баште. Подељена је на две зоне, повезане тунелом. Садржи неколико различитих микроклима, контролисаних расподелом воде, оријентацијом ка сунцу, типом земљишта и распоредом стена. Дом је биљака са Корзике, Кавказа, Северне Америке и Хималаја. Најстарија биљка је дрво пистаћа, засађено око 1700. године. Ово дрво је било предмет истраживања ботаничара Себастијена Вајона у 18. веку које је потврдило сексуалност биљака. Још једно древно дрво које се налази тамо је метасеквоја или секвоја, примитивни четинар. 

### Школа ботаничке баште
- Школа ботаничке баште
- Црни бор засађен у врту Школе ботанике 1774.
- Башта Ботаничке школе

Велики део поред формалне баште припада Школи ботанике и посвећен је биљкама које имају медицинску или економску употребу. Првобитно је настала у 18. веку, а сада има преко три хиљаде осам стотина примерака, организованих по родовима и породицама. Једна од његових посебних атракција је црни бор са Корзике, који је Жузје засадио у башти 1770-их. 

### Мали лавиринт
- Споменик директору баште Бернардену де Сен Пјеру и његовим познатим књижевним ликовима „Пол и Вирџинија“
- Гинкго билоба у малом лавиринту
- Детаљ Гинкго билобе

Мали врт се налази директно иза стакленика Зимског врта. Његове истакнуте карактеристике су велико дрво платана са Оријента, које је засадио Буфон 1785. године, и гинко, дрво пореклом из Кине које се сматра живим фосилом, пошто трагови показују да је ово дрвеће постојало у Другој ери живих бића, како је дефинисано од стране ботаничара. Засађено је 1811. године.
У центру баште је споменик ботаничару Бернардену де Сен-Пјеру, последњем директору баште кога је краљ именовао пре Француске револуције и творцу менажерије. У Француској је познатији као аутор познатог романтичног дела „Пол и Вирџинија“, објављеног 1788. 

### Брдо Butte Copeaux и Велики лавиринт
- Глоријета од Буфона
- Поглед са Глоријете и њених гвоздених стубова

Велики лавиринт има вијугаву стазу до врха Butte Copeaux, брда са погледом на башту. Првобитно је настало под Лујем XIII, а затим преуређено у свом данашњем облику под Лујем XVI, на месту старе депоније смећа. На почетку узлазне путање налази се либански кедар, засађен 1734, са стаблом четири метра у обиму. Ту је углавном било засађено дрвеће са Медитерана, укључујући старо дрво са Крита засађено 1702. године и још увек на свом месту. На врху је сликовита платформа за гледање Gloriette de Buffon од ливеног гвожђа, из 18. века. Сматра се најстаријом металном структуром у Паризу.  Осам гвоздених стубова носи кров у облику кинеског шешира, на чијем је врху фењер са фризом украшеним кукастим крстом, популарним мотивом у том периоду. На врху је исписана почаст Лују XVI у част његове „правде, човечности и доброчинства“, као и цитат Буфона, на латинском, преведен; „Само бројим сате без облака“. Првобитно је била опремљена прецизним сатом који је звонио тачно у подне, али је он нестао 1795. 
У близини је фонтана лавова, уграђена 1834. године у зид некадашњег резервоара. Украшена је са два бронзана лава коју је 1863. године израдио познати вајар Анри Жакмар.

## Менажерија
- Ротонда (1804—1812)
- Склониште коња, Пржевалског

Менажерија је други најстарији јавни зоолошки врт на свету који још увек ради, после Зоолошког врта у Шенбруну, у Бечу, основаног 1752. године.  Постављен је у садашњем облику између 1798. и 1836. године и заузима 5,5 хектара. Поред излагања и проучавања животиња, има мисију да, у сарадњи са зоолошким вртовима других европских градова, очува генетски фонд одређених угрожених врста, са дугорочнијим циљем да неке од ових врста поново уведе у природу. 

Менажерија, у стилу зоолошких вртова из 19. века, састоји се од низа ограђених површина, раздвојених стазама, свака са склоништима у сликовитим стиловима, у распону од рустикалног стила до арт декоа. Највећа грађевина је ротонда, изграђена од цигле и камена између 1804. и 1812. године, која обједињује пет засебних објеката. Каже се да је њен облик инспирисан медаљом Легије части. Обновљена је 1988. године. У њој су се раније налазиле велике животиње из колекције, укључујући слонове и чувену жирафу дату француском краљу Шарлу X, која је ту живела двадесет седам година. Ровови око ротонде били су део резиденције медведа. Године 1934. већина великих животиња пресељена је у нови зоолошки врт у Bois de Vincennes (Винсен), а сада се зграда користи углавном за догађаје и пријеме. 
- Мунгос
- Фламингоси

Главне структуре у Менажерији укључују неокласични Grand Volerie, који је за летеће животиње изградио Луј-Жил Андре, дизајнер централне зграде баште, Галерије еволуције. Саграђена је 1888. године од гвожђа, камена и дрвета, овалног облика. Као и главна зграда вртова, има две неокласичне куле са лантернама. Палата рептила је такође дело Андреа. Грађена је између 1870. и 1874. године. Њена декорација укључује бронзану статуу „Заробљеника змија“ из 1862. године.
Виваријум је галерија Емануела Понтремолија из 1926. године; то је модернистичко ажурирање класичне грчке виле, са портиком у стилу Арт деко из 1926. Друге значајне зграде укључују Мајмунску кућу из 1934. године, овалну зграду прекривену керамиком са кавезима на спољашњим странама. 1934. мајмуни су пребачени у Винсен. 

## Збирка фосилних биљака
- Ginkgo digitata пронађен у Јоркширу, стар 170 милиона година
- Фосилни листови Cordaites lungatus
- Отисци изумрле папрати Pecopteris из Коментрија, Француска (300 милиона година),
- Фосилни листови Zamites feneonis

Врт има велику колекцију фосилних биљака, сакупљених из целог света. Неке од њих су изложене у стакленицима баште.

## Остале зграде у баштама
- Кућа Буфон, резиденција Жорж-Луј Леклерка, грофа од Буфона
- Фонтана Кивје
- Амфитеатар (18. век)
- Хотел де Мањи, административна зграда баште

- Кућа Буфон, која се налази на улазу у башту, била је резиденција Жорж-Луј Леклерк де Буфона, грофа де Буфона, индустријалца, природњака, директора и главног креатора вртова од 1739. до смрти 1788. године. Постала је део баште 1777-1779. (није отворена за јавност). [27]
- Кућа Кивје, поред Галерије упоредне анатомије, била је резиденција научника Жоржа Кивјеа до његове смрти 1832. Кивје је био један од оснивача палеонтологије и први који је идентификовао скелет мастодонта као праисторијске животиње. На фасади је приказан његов мото на латинском „Transibunt et augebitur scientia“ („Сати пролазе и наука напредује“). Кућа је била и место где је 1896. године Анри Бекерел извео експеримент 1893. који је довео до открића уранијума. Овај догађај је обележен плочом на фасади. (није отворена за јавност). [28]
- Чесма Кивје налази се преко пута баште на раскрсници улица, преко пута веома декоративних капија од кованог гвожђа у башти. Фонтана одаје почаст Жоржу Кивјеу, који се сматра оцем компаративне анатомије, са његовом статуом окруженом разноликом колекцијом животиња. Изградили су је архитекта парка Вигуре и вајар Жан-Жак Фушер 1840. године.
- Амфитеатар у близини улице Кивје у северозападном углу, изграђен је 1787-1788. године у башти Хотела де Мањи. Изграђен је под руководством Буфона као место за предавања о природним наукама и открићима у баштама. Грађен је у чисто неокласичном или паладијском стилу. Фронтони су украшени скулптуром из 18. века која приказује природне науке. Зграда је опсежно рестаурирана 2002-2003. Велика камена ваза испред амфитеатра је остатак краљевске опатије Сен-Виктор, која је заузимала место амфитеатра, а уништена је током Француске револуције. [28]
- Павиљон новообраћеника, у северозападном углу баште на алеји Шеврел, остатак је самостана новообраћеника, који је 1622. основао отац Хијацинт из Париза и преселио се на то место 1656. године. Саграђен је да прихвати протестанте који су преобраћени у католичанство. Преживела северна фасада, са фронтоном у стилу Луја XIV, садржала је трпезарију, салон и спаваће собе. После Француске револуције постао је део баште. То је била резиденција и лабораторија директора музеја 28 година, хемичара Ежена Шеврела, који је ту умро 1899. у 103. години. Шеврел је развио употребу точкова у боји или хроматских кругова да би решио дефиницију боја. Његова теорија боја је коришћена у Гобелинс мануфактури таписерија, где се налазила његова лабораторија, и инспирисала је палету боја коју је користио Ежен Делакроа. [28]
- Хотел де Мањи у улици Кивје 57 је управна зграда вртова. Саграђена је око 1700. године под Лујем XIV као резиденција, по пројекту краљевског архитекте Пјера Булеа. После револуције, претворена је у интернат. Кућа и имања су купљени од стране Буфона 1787. године да би се повећале баште. (није отворено за јавност). [29]